# Gareth Wood
Gareth Wood (Cilfynydd bij Pontypridd, Wales, 1950) is een Welsh componist, muziekpedagoog en dirigent.

## Levensloop
Wood studeerde compositie en contrabas aan de Royal Academy of Music in Londen. In 1972 werd hij lid van het Royal Philharmonic Orchestra in Londen en werk met dit orkest bekend met de belangrijkste muziekfestivals en met grote dirigenten, zoals Leopold Stokowski, Rudolf Kempe, Karl Böhm, Bernard Haitink, Sir Georg Solti en andere. Van 1991 tot 1994 was hij voorzitter van het bestuur van het Royal Philharmonic Orchestra
In 1975 werd hij als componist bekend met de ouverture Tombstone - Arizona, die tijdens het National Brass Band Festival in de Londense Royal Albert Hall uitgevoerd werd. Het volgden verplichte werken voor de Butlins Youth Band Contest in 1977 en de New Zealand Brass Band Championships in 1980 alsook voor de European Championships in 1992. In Ipswich werd zijn ouverture Suffolk Punch in 1981 door het Royal Philharmonic Orchestra ten gehore gebracht.

## Composities

### Werken voor orkest
- 1981 Suffolk Punch, ouverture
- 1995 The Moors and the Mills, voor orkest
- 1995 Concerto for double bass, voor contrabas en orkest
- 2004 Listen Up! Fanfare
- 2004 A Cat on the Broadway, fanfare voor orkest en harmonieorkest
- Above the Dingle stars, voor orkest (geïnspireerd op het verhaal: Fern Hill van Dylan Thomas)
- Fanfare for the 150th anniversary of Cunard
- Fanfare for the opening of the Kravis Centre in West Palm Beach, Florida
- Fanfare overture
- Fantasy on Welsh Song, voor orkest
- Scenes from Romeo and Juliet, voor orkest
  1. Prelude
  2. Tybalt's Death
  3. Nocturne
  4. Romeo's Death
  5. Juliet's Death
- Toduri, gebaseerd op Koreaanse hofmuziek uit de 15e eeuw, voor orkest

### Werken voor harmonieorkest en brassband
- 1975 Tombstone - Arizona, voor brassband (ook voor harmonieorkest)
- 1980 Dance Sequence, voor trombone solo en harmonieorkest
- 1982 Gunfight at the O.K. Corral, voor harmonieorkest
- 1992 Five Blooms in a Welch Garden, voor brassband (verplicht werk op de European Brass Band Championships in Cardiff in 1992)
- 1992 Three Mexican Pictures, voor harmonieorkest
- 1997 A Wiltshire Symphony, voor harmonieorkest
- 1999 Concerto, voor trombone en brassband
- 2001 Quintet for brass, voor koperkwintet en brassband
- 2003 The Cauldron, voor harmonieorkest
- 2004 Legends of the Bear, suite voor harmonieorkest
- 2004 A Cat on the Broadway, fanfare voor orkest en harmonieorkest
- 2005 Fanfare: Olympiad, voor koperblazers
- 2006 Concerto, voor tenorhoorn en brassband
- 2006 Concerto, voor slagwerk en harmonieorkest
- Coliseum, voor brassband
- Concertino, voor hoorn en brassband
- Concerto, voor harp en brassband
- Concerto, voor trompet en brassband
- Concerto, voor tuba en brassband
- Culloden Moor, voor brassband
- Euphonium Concerto, voor eufonium solo en harmonieorkest
- Game On, voor harmonieorkest
- Hinemoa, voor brassband
- Introduction and Allegro, voor brassband
- Japanese Slumber Song, voor brassband
- March of the Orcs, voor harmonieorkest
- Margam stones, voor brassband
- Nocturnal, voor brassband
- Nocturne, voor flugelhoorn (bugel) en brassband
- Salome, rapsodie voor brassband
- Sinfonietta, voor saxofoon en harmonieorkest
- Songs Radiant Fair, voor brassband
- Sosban Fach, voor brassband
- The Margam Stones, voor brassband
- This Happy Island, voor brassband
- Tortilla Wrap, voor harmonieorkest
- Tuba Mirum, voor brassband

### Missen, cantates en gewijde muziek
- 1997 A celebration mass, voor gemengd koor en orkest

### Vocale muziek
- Liederen cyclus voor tenor solo

### Kamermuziek
- 4 Dances for Double Bass, voor contrabas
- A very American Suite, voor trompet en piano
- Capriccio & Humoresque, duet voor trompet (of cornet)
- Caprice, voor trompet en piano
- Concerto, voor cello en koperkwintet
- Four Pieces for Four Trombones, voor trombonekwartet
- Four Trios, voor trompetten
- Nocturne, voor trompet en piano
- Quintet for Brass, voor koperkwintet
- Sonata, voor klarinet
- Sonata, voor altviool
- Toccata, voor bastrombone en piano

### Werken voor orgel
- 2005 Ashburnham variations

### Werken voor piano
- twee piano sonates

### Werken voor harp
- 2003 Waterless Seas, voor twaalf harpen
- 2005 Forbidden Gates, voor zes harpen